# Like..?
Like..? è il primo EP della rapper statunitense Ice Spice, pubblicato il 20 gennaio 2023 dalla 10K Projects e Capitol.

## Tracce
Testi e musiche di Isis Gaston e Ephrem Lopez Jr., eccetto dove indicato diversamente.
1. In Ha Mood – 2:09
2. Princess Diana – 2:34
3. Gangsta Boo (feat. Lil Tjay) – 2:39 (Isis Gaston, Ephrem Lopez Jr., Adonis Shopshire, Chauncey Lamont Hawkins, Frank Romano, Mario Winans, Michael Carlos Jones, Sean "Puffy" Combs)
4. Actin a Smoochie – 2:13
5. Bikini Bottom – 1:46
6. Munch (Feelin' U) – 1:44

Tracce bonus nella riedizione digitale e streaming
1. Princess Diana (con Nicki Minaj) – 2:52 (Isis Gaston, Onika Maraj, Ephrem Lopez)

Tracce bonus nell'edizione deluxe
1. How High? – 2:09
2. Butterfly Ku – 1:51
3. Deli – 2:06
4. On the Radar – 2:04

Note
- Gangsta Boo contiene campionamenti tratti da I Need a Girl (Part Two) di Diddy.

## Formazione
- Ice Spice – voce, co-produzione (tracce 5 e 6)
- RiotUSA – produzione artistica ed esecutiva, registrazione (eccetto traccia 5)
- Dayron "Slayron" Hammond – missaggio
- Chris Athens – mastering (eccetto traccia 5)
- Harrison Holmes – assistenza al mastering (eccetto traccia 5)
- Lil Tjay – voce aggiuntiva (traccia 3)
- Mario Winans – produzione aggiuntiva (traccia 3)
- Hafeez Yussuf – registrazione (traccia 5)

## Classifiche
| Classifica (2023) | Posizione massima |
| ----------------- | ----------------- |
| Canada            | 42                |
| Francia           | 175               |
| Lituania          | 45                |
| Nuova Zelanda     | 21                |
| Stati Uniti       | 15                |